# Eunidia mehli
Eunidia mehli là một loài bọ cánh cứng trong họ Cerambycidae.